# 芦家桥遗址
芦家桥遗址，又称庵基盘，位于中国浙江省宁波市海曙区古林镇三星村上下陈自然村，为新石器时代遗址，属河姆渡文化时期，属河姆渡遗址第三层文化层，目前已探明遗址总面积24000平方米，由东、西两个区块组成，二者相距30米左右，西区东西长220米，南北宽10-168米不等，面积22000平方米，东区因向东北延伸至芦家桥旁密集的民居下，已探明南北长80米，东西最宽处32米，面积为2000平方米，遗址堆积共5层，主要文化层位于第四层，主要堆积物为各式陶片、木屑、木块、木碳、稻壳等，遗址于1973年冬挖掘疏浚横江河道时首次发现，2008年至2009年进行考古勘探，2010年公布为鄞州区文物保护单位，2018年12月28日因行政区划调整公布为海曙区文物保护单位。